# Den hvide Tiger tank
Den hvide Tiger tank (russisk: Белый тигр) er en russisk spillefilm fra 2012 af Karen Sjakhnazarov.

## Medvirkende
- Aleksej Vertkov som Ivan Najdenov
- Vitalij Kisjjenko som Fedotov
- Gerasim Arkhipov som Sjaripov
- Aleksandr Bakhov som Krjuk
- Vitalij Dordzjiev som Berdyev